# Liquide vaisselle
 (mars 2022).
Si vous disposez d'ouvrages ou d'articles de référence ou si vous connaissez des sites web de qualité traitant du thème abordé ici, merci de compléter l'article en donnant les références utiles à sa vérifiabilité et en les liant à la section « Notes et références ».

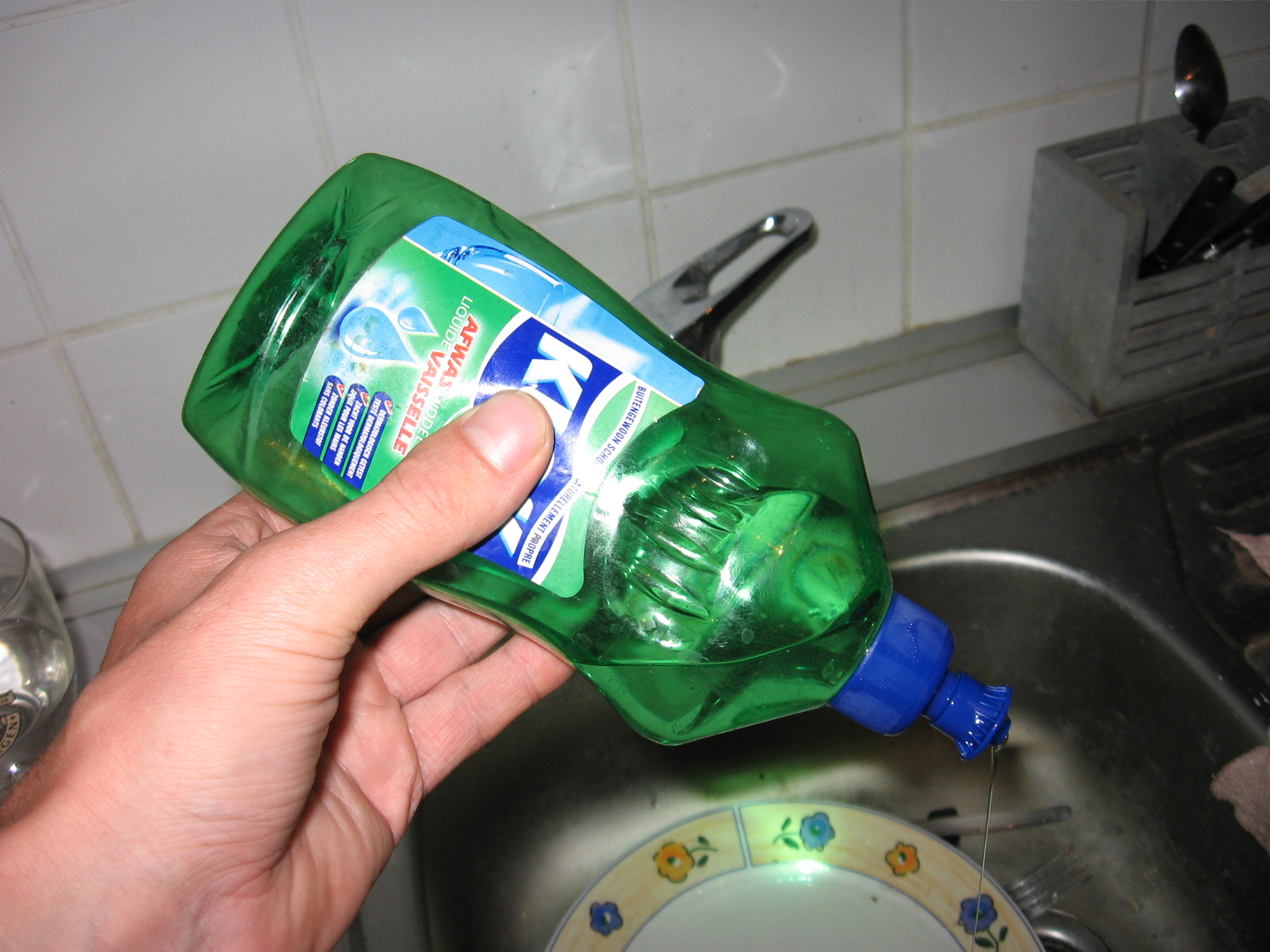
Du liquide vaisselle.

Le liquide vaisselle (ou liquide à vaisselle au Québec), ou produit vaisselle, est un détergent liquide utilisé pour laver la vaisselle. Il est doté de propriétés tensioactives afin d'enlever les graisses alimentaires et les salissures.

## Description
Les produits vaisselle sont surtout efficaces sur les taches de graisses et de protéines. Ils le sont peu sur les taches dues aux sucres.[réf. nécessaire]
Il peut aussi se rencontrer sous forme de poudre à vaisselle, spécialement pour les lave-vaisselle, en effet, le liquide utilisé pour laver la vaisselle à la main ne doit pas être utilisé en machine, car il produirait une mousse considérable. Le lave-vaisselle requiert un produit spécifique à base de tensio-actifs non moussants.